# Преступление на почве ненависти
Преступление на почве ненависти (англ. hate crime) — преступление, совершённое по мотивам нетерпимости в отношении той или иной социальной группы. Такие преступления характеризуются тем, что направлены не против конкретного индивидуума, а против всей социальной группы.

## Определение

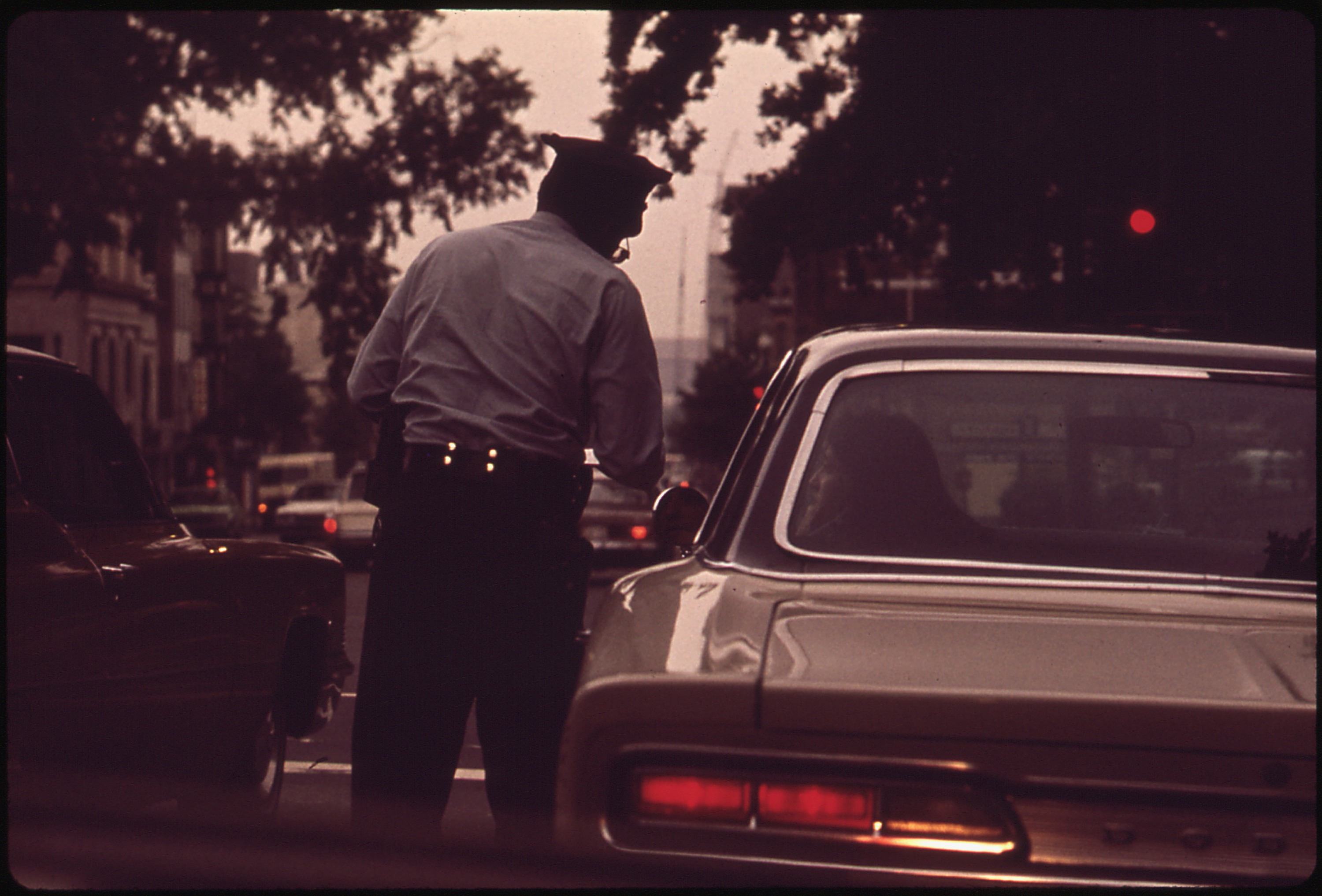
Сотрудники полиции США неоднократно обвинялись в расизме

Для классификации преступления в качестве преступления на почве ненависти, в его основе должен лежать мотив предубеждения. Это означает, что правонарушитель выбирает объект преступления именно на основе его принадлежности или предполагаемой принадлежности к определённой социальной группе. Объектом такого преступления может быть как какое-либо лицо или группа людей, так и имущество, непосредственно связанное с данной социальной группой. Эту группу людей должен объединять общий основополагающий признак.
К преступлениям ненависти относят преступления по мотивам расы, цвета кожи, национальности, этнического происхождения, пола, сексуальной ориентации, гендерной идентичности, инвалидности, политических убеждений, мировоззрения, вероисповедания, внешнего вида или социального статуса.

## Законодательство
В некоторых штатах США, некоторых государствах Западной и Центральной Европы преступления на почве ненависти вынесены в специальную юридическую категорию. При этом во многих случаях квалификация преступления как «преступления на почве ненависти» ужесточает уголовное наказание, назначаемое виновному. Ужесточение наказания может выразиться в большем сроке лишения свободы, в назначении пожизненного заключения. В некоторых штатах США, где не отменена смертная казнь, ужесточение наказания может выразиться и в назначении виновному смертной казни. В других случаях квалификация преступления как преступления на почве ненависти может не изменять тяжести наказания и носить лишь морально-политический или формально-юридический характер. В России совершения преступления по мотиву национальной, расовой и религиозной ненависти и вражды является отягчающим обстоятельством.
В остальных штатах США, а также остальных западно- и центральноевропейских государствах формальная юридическая квалификация того или иного преступления как «преступления на почве ненависти» в законах отсутствует, и обвиняемого в преступлениях подобного рода судят как за обычные преступления (например, обычное убийство). Вместе с тем сложившаяся по факту судебная практика в этих странах традиционно принимает во внимание наличие мотива ненависти у убийцы, что обычно влечёт более суровое наказание даже в отсутствие формальной юридической квалификации преступления как «преступления на почве ненависти».
В некоторых странах Западной и Центральной Европы и некоторых штатах США к категории лиц, преступления против которых попадают в категорию «преступлений на почве ненависти», отнесены также люди другой сексуальной ориентации, другого пола, инвалиды и представители субкультур.

#### Законодательство в России
Уголовный кодекс Российской Федерации не содержит такого преступления, как преступление на почве ненависти. Ряд статей УК РФ указывают на мотив ненависти в качестве обстоятельства, отягчающего уголовную ответственность. Статьи 105 (убийство), 111 (умышленное причинение тяжкого вреда здоровью), 112 (умышленное причинение средней тяжести вреда здоровью), 116 (побои), 117 (истязание), 119 (угроза убийством или причинением тяжкого вреда здоровью), 150 (вовлечение несовершеннолетнего в совершение преступления), 213 (хулиганство), 214 (вандализм), 244 (надругательство над телами умерших и местами их захоронения) УК РФ в качестве отягчающего обстоятельства называют мотив политической, идеологической, расовой, национальной или религиозной ненависти или вражды либо мотив ненависти или вражды в отношении какой-либо социальной группы.
Также преступления экстремистской направленности включают в себя преступления на почве ненависти. Установлена ответственность за действия, направленные на возбуждение ненависти либо вражды, а также на унижение достоинства человека либо группы лиц по признакам пола, расы, национальности, языка, происхождения, отношения к религии, а равно принадлежности к какой-либо социальной группе (статья 282 УК) и за публичные призывы к осуществлению экстремистской деятельности (статья 280 УК).
Комитет ООН по ликвидации расовой дискриминации и Европейская комиссия по борьбе с расизмом и нетерпимостью критикуют российское законодательство за отсутствие принятых в международном праве понятий и нечеткость формулировок, что делает невозможным собирать статистику о преступлениях на почве ненависти в зависимости от их мотива. На настоящий момент Прокуратура РФ и МВД РФ собирают данные о преступлениях, совершенных иностранцами и в отношении иностранцев, а также об экстремистских преступлениях. Россия предоставляет данные о преступлениях на почве ненависти в ОБСЕ, при публикации которых ОБСЕ подчеркивает, что российская официальная статистика не является надежной.